# El Hekaima
El Hekaima (àrab: الحكايمة, al-Ḥakāyma) és un municipi tunisià de la governació de Mahdia, a la regió del Sahel tunisià. Limita a l'est amb els municipis de Mahdia i Rejiche, a l'oest amb els de Sidi Alouane, Boumerdès i Amiret El Fhoul, al nord amb els de Sidi Bennour i Cherahil i al sud amb el de Ksour Essef.

## Administració
El lloc d'El Hekaima és el centre de la municipalitat o baladiyya homònima, amb codi geogràfic 33 26 (ISO 3166-2:TN-12). La municipalitat fou creada per un decret del 26 de maig de 2016, al mateix temps que les municipalitats de Sidi Zid-Ouled Moulahem, Talalsa i Zalba, totes a la governació de Mahdia.
Inclou cinc sectors o imades de la delegació o mutamadiyya de Mahdia (codi geogràfic 33 51):
- Chiba (33 51 56)
- Es-Sâad (33 51 57)
- Jaouaouda (33 51 58)
- El Hekaima Est (33 51 63)
- El Helaima Ouest (33 51 64)